# 千原靖史
千原 靖史（1970年1月25日—），藝名為，生於日本京都府福知山市，喜劇演員，隸屬於吉本興業，與其弟千原浩史組成喜劇雙人組合「千原兄弟」。

## 生平
在福知山商業高等學校（今福知山成美高等學校）畢業後，進入吉本綜合藝能學院第八期，在藝能學校期間，與其弟組成「千原兄弟」，於1989年進入演藝界。他最初以本名千原靖史演出，在2007年，將藝名改為。